# Astragalo (architettura)

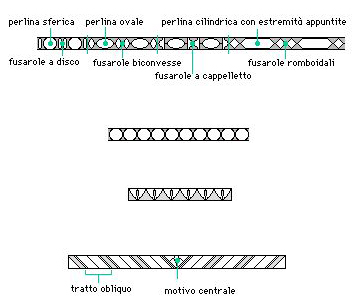
Disegno schematico delle più frequenti decorazioni della modanatura dell'astragalo o tondino nella decorazione architettonica romana: dall'alto "Astragalo a fusarole e perline", "Astragalo a sole perline", "Spitzenstab", "Motivo a corda".

L'astragalo liscio è una modanatura dell'architettura classica. Viene chiamato anche tondino.
Ha un profilo a semicerchio convesso ed è di ridotte dimensioni in proporzione alle altre modanature, costituendone un elemento di separazione. In particolare veniva anche utilizzato per segnare le estremità del fusto della colonna e in questa posizione aveva lo scopo di facilitare la posa in opera del capitello sopra il fusto.
La modanatura può essere "liscia" oppure decorata, normalmente con un'alternanza di elementi ovali o cilindrici allungati ("perline") e di coppie di elementi ("fusarole") tondeggianti o a losanga ("astragalo a fusarole e perline"). Meno frequente la decorazione costituita da una sequenza di "perline" sferiche tutte uguali ("astragalo a sole perline") o ancora da un motivo di piccole punte di foglie triangolari rovesciate ("Spitzenstab" in tedesco), oppure da un "motivo a corda" che imita nella pietra l'attorcigliamento dei canapi.